# Edwin Tenorio
Edwin Rolando Tenorio Montaño (Esmeraldas, 16 de junho de 1976) é um ex-futebolista equatoriano.
Disputou duas Copas do Mundo, em 2002 e 2006.

## Carreira

### Início
Mesmo compartilhando o mesmo sobrenome, Edwin, que não possui nenhum parentesco com Carlos Tenorio, seu ex-comapnheiro de Seleção Equatoriana, e que também disputou das edições de Copa. começou a carreira em 1992, no Esmeraldas Petrolero, time de sua cidade natal. Em 1995, foi jogar no modesto Aucas. Em 1999, sem muito espaço, foi emprestado ao boliviano Wilstermann, mas não chegou a entrar em campo em nenhuma vez.

### Fracasso no México
No ano de 2000, Edwin Tenorio foi para o futebol mexicano, para defender o Veracruz, mas também não teve sucesso: foram apenas sete partidas e um gol marcado pelos Tubarões Vermelhos. 

### Retorno ao Equador
Após a malfadada passagem pelo futebol mexicano, Edwin retornou ao Equador para militar no Barcelona de Guayaquil, onde se destacou, sendo o "mandachuva do meio-campo dos Toreros, disputando 174 partidas, mas não marcou nenhum gol.
Em 2007, ele foi jogar na LDU de Quito, aonde reencontrou Agustín Delgado, outro ex-companheiro de Seleção. Mesmo assim, Edwin Tenorio não foi muito feliz na Liga, tendo atuado em quinze jogos.
No ano de 2008, ele foi para o Deportivo Quito, e foi por lá que o meia quebrou um longo jejum de quase oito anos sem marcar nenhum gol. Entretanto foi pouco mais de um ano na equipe da capital, e ele acabaria sendo repassado ao pequeno Deportivo Pereira da vizinha Colômbia.

## Seleção
Edwin Tenorio estreou pela Seleção em 1998, mas não levou sa equipe ao Mundial da França, já que o Equador era, à época, uma das seleções mais fracas da América do Sul.
Com La Tri, além das duas Copas do Mundo, Edwin atuou em três edições da Copa América e na Copa Ouro da CONCACAF 2002.